# Trebaseleghe
Trebaseleghe – miejscowość i gmina we Włoszech, w regionie Wenecja Euganejska, w prowincji Padwa.
Według danych na rok 2004 gminę zamieszkiwało 10 998 osób, 366,6 os./km².